# 茨城県道65号那珂インター線
茨城県道65号那珂インター線（いばらきけんどう65ごう なかインターせん）は、茨城県那珂市を通る県道（主要地方道）である。

## 概要
常磐自動車道那珂インターチェンジ (IC) への接続道路である。
那珂市飯田の国道118号・下新田交差点から那珂ICと同市鴻巣の茨城県道31号瓜連馬渡線を結ぶ路線。本県道は、常磐自動車道の側道の一部が県道指定された道路である。

### 路線データ
- 起点：那珂市飯田字蟹内2626番3地先（国道118号分岐＝下新田交差点）[1]
- 終点：那珂市鴻巣字新野748番1地先（茨城県道31号瓜連馬渡線交点）[1]
- 総延長：2.459 km[2]
- 重用延長：なし[2]
- 未供用延長：なし[2]
- 実延長：2.459 km[2]
- 自動車交通不能区間延長[注釈 1]：なし[2]

## 歴史
元々は、常磐自動車道の建設に合わせ那珂インターチェンジの取付道路を県道下宿常陸鴻巣停車場線として建設・開通した道路で、のちの1994年（平成6年）4月1日、起点を那珂郡那珂町大字飯田、終点を同郡同町大字鴻巣とする新規路線として主要地方道那珂インター線に路線認定された。翌1995年（平成7年）に整理番号65に変更され現在に至る。

### 年表
- 1984年（昭和59年）3月26日：路線の全線（那珂郡那珂町大字飯田（下新田交差点） - 同町大字鴻巣（県道瓜連馬渡線交点））が工事完了により県道下宿常陸鴻巣停車場線として開通[3]。
- 1993年（平成5年）5月11日：建設省から、県道下宿常陸鴻巣停車場線の一部が那珂インター線として主要地方道に指定される[4]。
- 1994年（平成6年）4月1日
  - 那珂インター線（整理番号82）として県道路線認定[5]。
  - 道路の区域は、那珂郡那珂町大字飯田国道118号分岐から那珂郡那珂町大字鴻巣県道瓜連馬渡線交点までに決定する[1]。
- 1995年（平成7年）3月30日：整理番号82から現在の番号（整理番号65）に変更される[6]。
- 2000年（平成12年）4月1日：那珂郡那珂町大字飯田 - 同町大字鴻巣の区間が、通行する車両の最大重量限度25トンの道路に指定される[7]。
- 2004年（平成16年）3月22日：那珂郡那珂町大字福田 - 同町大字鴻巣の区間が、通行する車両の高さの最高限度4.1 mの道路に指定される[8]。
- 2014年（平成26年）4月1日：那珂市大字福田 - 同市飯田（飯田押敷交差点）の区間を、通行する車両の高さの最高限度4.1 mの道路に指定[9]。
- 2019年（令和元年）7月31日
  - 那珂市飯田（下新田交差点 - 飯田押敷交差点間）を、通行する車両の高さの最高限度4.1 mの道路に指定[10]。
  - 那珂市飯田（下新田交差点） - 那珂市福田（那珂IC）間を、国際コンテナ車[注釈 2]の重量・長さ上限を引き上げる道路に指定[11]。

## 路線状況
国道118号から那珂ICまでの一部は片側2車線、那珂ICから茨城県道31号瓜連馬渡線までは片側1車線となっている。
道路法の規定に基づき、那珂市飯田（下新田交差点） - 同市福田（主要地方道瓜連馬渡線交差）間は、緊急輸送道路として機能を維持するため、災害発生時の被害拡大防止を目的に道路用地内に電柱を建てることが制限されている。

### 重複区間
- 茨城県道315号下宿常陸鴻ノ巣停車場線（全線）[3]

## 地理
道路周辺はのどかな田園地帯であり、交差点にはゴルフ場の看板が多数設置されている。

### 通過する自治体
- 那珂市

### 接続する道路
- 国道118号（那珂市飯田・起点）
- 広域道路バードライン（那珂市飯田）
- 常磐自動車道 那珂IC

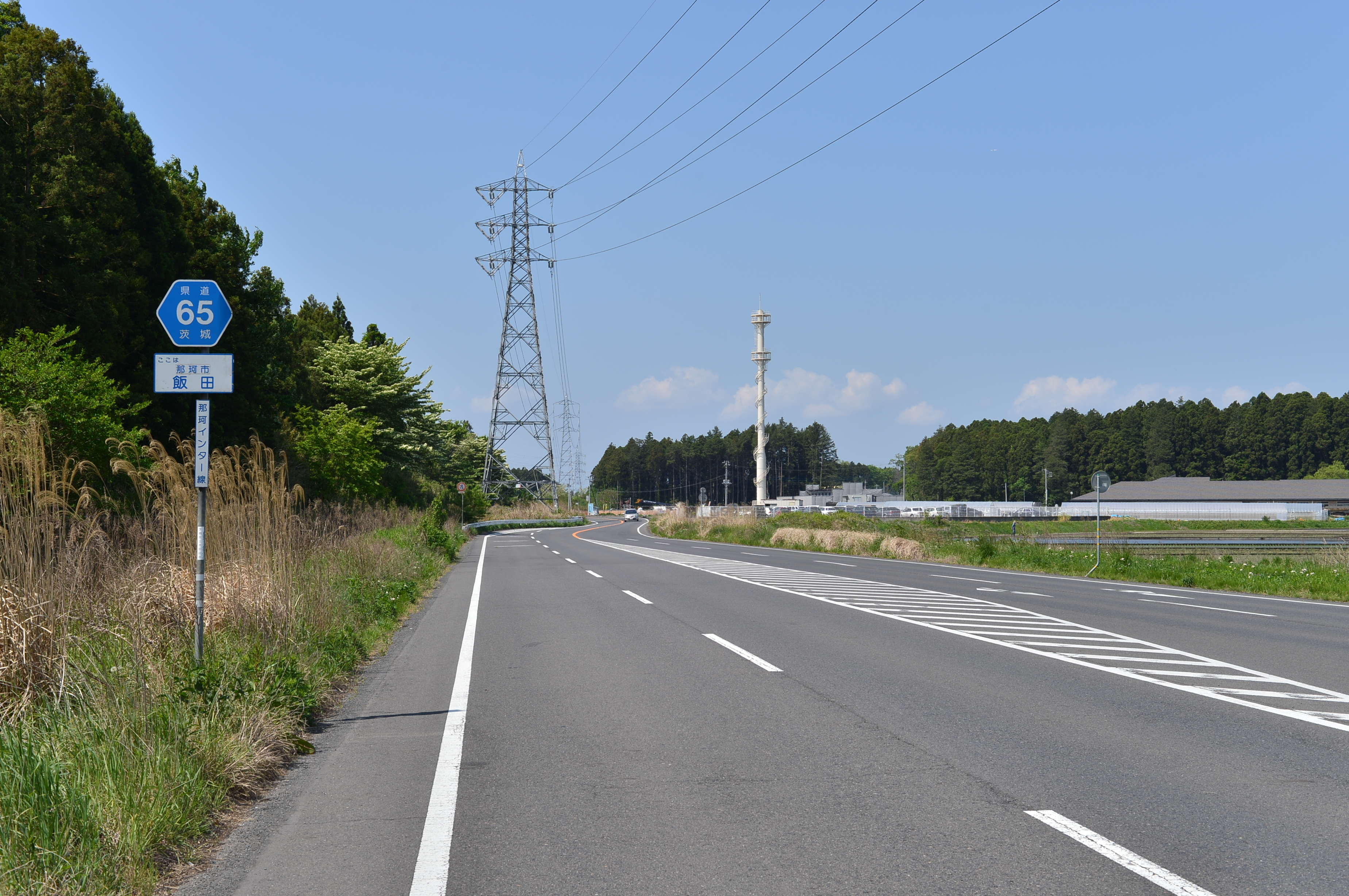
茨城県道65号那珂インター線
那珂市飯田（2015年5月）

- 茨城県道31号瓜連馬渡線（那珂市鴻巣・終点）